# Бий, Корина
Корина Бий (Коринна Бий, Коринна Стефани Бий; фр. Stéphanie Corinna Bille; 29 августа 1912, Лозанна — 24 октября 1979, Сьер, кантон Вале) — швейцарская поэтесса и прозаик, жена поэта Мориса Шаппаза, писала на французском языке.

## Биография
Родилась в семье художника по стеклу. Биографически и творчески связана с живописным горным кантоном Вале (здесь провёл последние годы жизни и умер Р. М. Рильке). Много путешествовала, в том числе — по Советскому Союзу; впечатления легли в основу романа «Гости Москвы» (1977).

## Творчество
Стихотворные сборники «Весна» (1939), «Потаенный край» (1961), «Ночное солнце» (1979), сновидческая проза с мотивами язычества и эротики (роман «Венерин башмачок», 1952; книга новелл «Вечная Джульетта», 1971), «Сто маленьких жестоких рассказов» (1973), волшебно-фантастические книги для детей.
По одной из её новелл «Дикарка» (La demoiselle sauvage, 1974) в 1991 снят фильм Безжалостная женщина.

## Признание
Лауреат Гонкуровской премии (1975) и премии Шиллера (1974).
Ей посвящён документальный фильм Пьера-Андре Тьебо «Коринна Бий, девушка-дикарка» (1993).

## Сводные издания
- Oeuvres complètes pour la jeunesse en trois volumes. Lausanne: Éditions La Joie de Lire, 1999.

## Публикации на русском языке
- Рассказы в духе барокко. / Пер. И. Волевич. // Иностранная литература, 1998, № 9
- Теода. / Пер. И. Волевич. — М.: Текст, 2006.
- Альпийские сказки. / Пер. Н. Шаховской. — М.: Самокат, 2006.
- Чёрная земляника (сборник рассказов). / Пер. И. Волевич. — М.: Текст, 2012.
- Сто жутких историй (сборник рассказов и историй). / Пер. И. Мельникова. — М.: Мировая культура, 2020.

## О писательнице
- Favre G. Corinna Bille: Le vrai conte de sa vie. — Lausanne: Editions Z, 1981.